# TNA 원 나이트 온리
TNA 원 나이트 온리(TNA One Night Only)는 2013부터 녹화 방송되고 있는 TNA의 페이 퍼 뷰 프로그램이다. 2013년 TNA가 3대 페이 퍼 뷰인 TNA 록다운, TNA 슬래미버셔리, TNA 바운드 포 글로리만 생방송으로 진행하고 기존의 월간 페이퍼 뷰는 임팩트 레슬링에서 특집으로 방영하는 방식으로 바꾸고 원 나잇 온리가 나머지 9개 페이 퍼 뷰의 자리를 대신한다.